# CAFIL - Centro Acadêmico de Filosofia Gerd Bornheim
O Centro Acadêmico de Filosofia Gerd Bornheim é o C.A. do Curso de Filosofia da Universidade do Estado do Rio de Janeiro - CAFIL/UERJ, atualmente o CAFIL/UERJ é autogestionado, tal deliberação foi tomada no dia 8 de abril de 2015, quando aconteceu a primeira Assembleia Geral dos alunos de Filosofia do ano letivo de 2015 para decidir acerca da gestão do Centro Acadêmico de Filosofia. Dessa forma, deu vigência ao regime de Autogestão que, por sua vez, mantem a estrutura de Comissões estabelecidas no Art.1° do ESTATUTO DO CAFIL/UERJ.
Assim, os Estudantes do Curso de Filosofia da UERJ organizaram a gestão do C.A. da seguente forma: 1) todos os alunos podem integrar qualquer uma das Comissões; 2) todos os integrantes das Comissões têm igual poder de voz e voto; 3) toda vez que houver necessidade de um representante do CAFIL ou de qualquer uma das suas Comissões em alguma reunião ou conselho, este deverá ser escolhido pela própria Comissão competente e entre seus membros ativos. Dessa forma, a Autogestão em tudo respeita o estatuto, diferindo dele apenas no fato de não contar com coordenadores (figuras fixas e de difícil remoção pelos demais membros) e também a de não contar com o processo eleitoral (mecanismo que tem por finalidade única e exclusiva a escolha de tais coordenadores).
A participação ampla e horizontal é o coração do CAFIL/UERJ, de modo a garantir a todos que nenhuma pessoa ou grupo de pessoas participantes tenha qualquer privilégio sobre uma outra pessoa ou grupo de pessoas também participantes.
LOCALIZAÇÃO:
UNIVERSIDADE DO ESTADO DO RIO DE JANEIRO
Campus Francisco Negrão de Lima
Pavilhão João Lyra Filho
R. São Francisco Xavier, 524, 9° andar, bloco F, sala 9007.
CONTATO:
email: cafil.contato@gmail.com
Pagina no Facebook: https://www.facebook.com/pages/CAFIL-UERJ/922085931153501?ref=hl